# Ternifine 2
Ternifine 2 è il fossile parziale di una mandibola di un ominide della specie Homo erectus scoperto a Ternifine in Algeria nel 1969 da Camille Arambourg.

## Descrizione
Il fossile, la parte sinistra della mandibola, viene fatto risalire a circa 700.000 anni fa.
La mandibola è la metà sinistra dell'osso che ha perso gli incisivi e il canino.